# مستر موسكويتو
مستر موسكويتو (بالإنجليزية: Mister Mosquito)، هي لعبة فيديو يابانية من نوع المحاكاة والبقاء، وهي من تطوير شركة زووم ومن نشر سوني كمبيوتر إنترتنمنت، صدرت اللعبة في الأسواق سنة 2001، وتعمل حصراً لمنصة بلاي ستيشن 2.